# Енио Гуарниери
Енио Гуарниери (на италиански: Ennio Guarnieri) е италиански кинооператор. 

## Биография
Роден в Рим, Гуарниери изоставя обучението си и работи като асистент кинематограф с Анкиз Брици от 1949 до 1956 г.  Дебютира като оператор през 1962 г. с „Броени дни“ на Елио Петри. В края на 1960-те години, поради способността си да изобразява актриси, Гуарниери става доверен кинематограф за звезди като Вирна Лизи, Силва Косчина и Тина Омон, за които той широко използва мек фокус, подсветка и сценарии. Работата му в „L’assoluto naturale“ (1969) на Мауро Болонини с участието на Силва Косчина е посочена като „един от крайъгълните камъни на италианската фотография през 1960-те години“. 
За работата си в „Градината на Финци-Контини“ (1970) на Виторио Де Сика е номиниран за награда BAFTA за най-добро операторско майсторство.
Първото сътрудничество на Гуарниери с Франко Дзефирели е „Брат Слънце, сестра Луна“ (1972) с който печели първата си „Сребърна лента“ за най-добра кинематография; той е награден с втора „Сребърна лента“ десет години по-късно отново с филм режисиран от Дзефирели „Травиата“. 
От 1980-те години нататък Гуарниери се фокусира върху телевизията и рекламата. 

## Избрана филмография
| година | филм                         | оригинално заглавие           | режисьор            |
| ------ | ---------------------------- | ----------------------------- | ------------------- |
| 1969   | Медея                        | Medea                         | Пиер Паоло Пазолини |
| 1970   | Градината на Финци-Контини   | Il giardino dei Finzi-Contini | Виторио Де Сика     |
| 1973   | Хитлер: Последните десет дни | Hitler: The Last Ten Days     | Енио Де Кончини     |
| 1976   | Наследството на Ферамонти    | L'eredità Ferramonti          | Мауро Болонини      |